# Gelson Martins
Gelson Dany Batalha Martins (nascut l'11 de maig de 1995) és un futbolista professional portuguès que juga a l'AS Monaco FC com a migcampista interior.

## Clubs
Nascut a Praia, Cap Verd, Martins es va traslladar a Portugal en la seva joventut, i va jugar en les categories inferiors del C.F. Benfica i de l'Sporting Clube de Portugal. El març del 2014, va ser ascendit a l'equip B de l'Sporting i va signar una ampliació de contracte fins al 2018, amb una clàusula de rescissió de 45 milions d'euros; durant la seva època de juvenil, un gol seu contra el C.F. União de Coimbra va fer que es guanyés l'admiració de molts, però el seu entrenador a l'Sporting B va afirmar que, de fet, Martins estava "perjudicat" per no jugar en la seva posició preferida com a interior.
Gelson va debutar com a professional el 24 d'agost de 2014, entrant com a substitut de Lewis Enoh en un oartit contra el SC Olhanense de la Segunda Liga. El 21 de desembre va marcar el seu primer gol en competició, contribuint a la victòria 3−1 contra el Vitória de Guimarães B.
Martins va passar a formar part de l'equip titular de l'Sporting a l'estiu del 2015, amb el nou entrenador Jorge Jesus. Va fer la seva estrena competitiva el 9 d'agost, en una victòria per 1−0 contra el SL Benfica per la Supercopa Cândido de Oliveira.
Martins va fer la seva primera aparició a la Primeira Liga el 14 d'agost de 2015, jugant un minut contra el recentment ascendit CD Tondela, amb victòria de l'Sporting per 2−1. El 15 de gener de 2016, també davant del C.D. Tondela, va marcar el 5000è gol de l'Sporting a la competició, en un partit que finalitzaria amb un empat 2−2.

## Selecció
Martins va formar part de l'equip portuguès que va participar en el Campionat Europeu de la UEFA Sub-19 2014, jugant tots els partits, i aconseguint el subcampionat, només derrotada per Hongria. També va representar Portugal a la Copa Mundial de Futbol Sub-20 del 2015, on va marcar un gol en la fase de grups contra el Senegal i en vuitens de final contra la selecció amfitriona de Nova Zelanda; finalment, Portugal va caure en quarts de final.

## Estil de joc
Principalment migcampista interior a les dues bandes, Martins també pot jugar com a lateral dret; aquesta versatilitat li va valer un lloc regular als equips nacionals júnior.

## Palmarès
Sporting
- Supercopa de Portugal: 2015
- Copa de la lliga portuguesa: 2017-18

Atlético de Madrid
- Supercopa d'Europa: 2018[15]